# Фортунатов, Борис Константинович
Бори́с Константи́нович Фортуна́тов (24 января [5 февраля] 1886, Смоленск — 1936, Карагандинская область) — российский политический и военный деятель, зоолог, писатель.

## Семья и образование
Родился в семье судебного деятеля, статского советника. Учился в гимназиях в Смоленске и Ельце, окончил Первую Московскую гимназию (1904), естественное отделение физико-математического факультета Московского университета (1912), три курса Императорского высшего технического училища (1915).

## Политическая деятельность
В 1902 вступил в Партию социалистов-революционеров (эсеров), участник революционных событий 1905, в том числе один из организаторов железнодорожной забастовки и участник баррикадных боёв в Москве. Был дважды ранен, пять раз арестовывался. В 1907 выслан за границу, откуда вернулся в 1909 и продолжил университетское образование. Публиковал статьи по химии в специальных и популярных изданиях.
Во время Первой мировой войны в 1915—1917 служил в армии «нижним чином». Участвовал в Февральской революции 1917, был членом Петроградского комитета ПСР, участвовал в III съезде Партии социалистов-революционеров, был депутатом солдатского и крестьянского советов в Самаре. В 1917 был избран в Учредительное собрание по списку ПСР и Совета крестьянских депутатов от Самарской губернии, после роспуска которого выступал за вооружённое противодействие большевистскому режиму.

Знавшая его по Самаре актриса Зинаида Славянова-Смирнова вспоминала: 

Оратор… работник… преданный член партии… но не в этих качествах главная сила Фортунатова…
Его сила в какой-то внутренней симпатии, вызываемой им к себе и подчиняющей ему товарищей. Не в логических построениях его речи, не в словах и деятельности, а как-то внутренне чувствуешь исходящее из него чувство преданности революции, чуждое выгоды, расчета, трусости, мещанства, эгоизма, чувство, прорезанное жертвенным элементом… Неугасаемая никогда готовность к порыву, к подвигу — способность редкая даже в наше ультрареволюционное время — чувствуется в этом худощавом теле и краснеющем по-девичьи лице.

## Участие в Гражданской войне

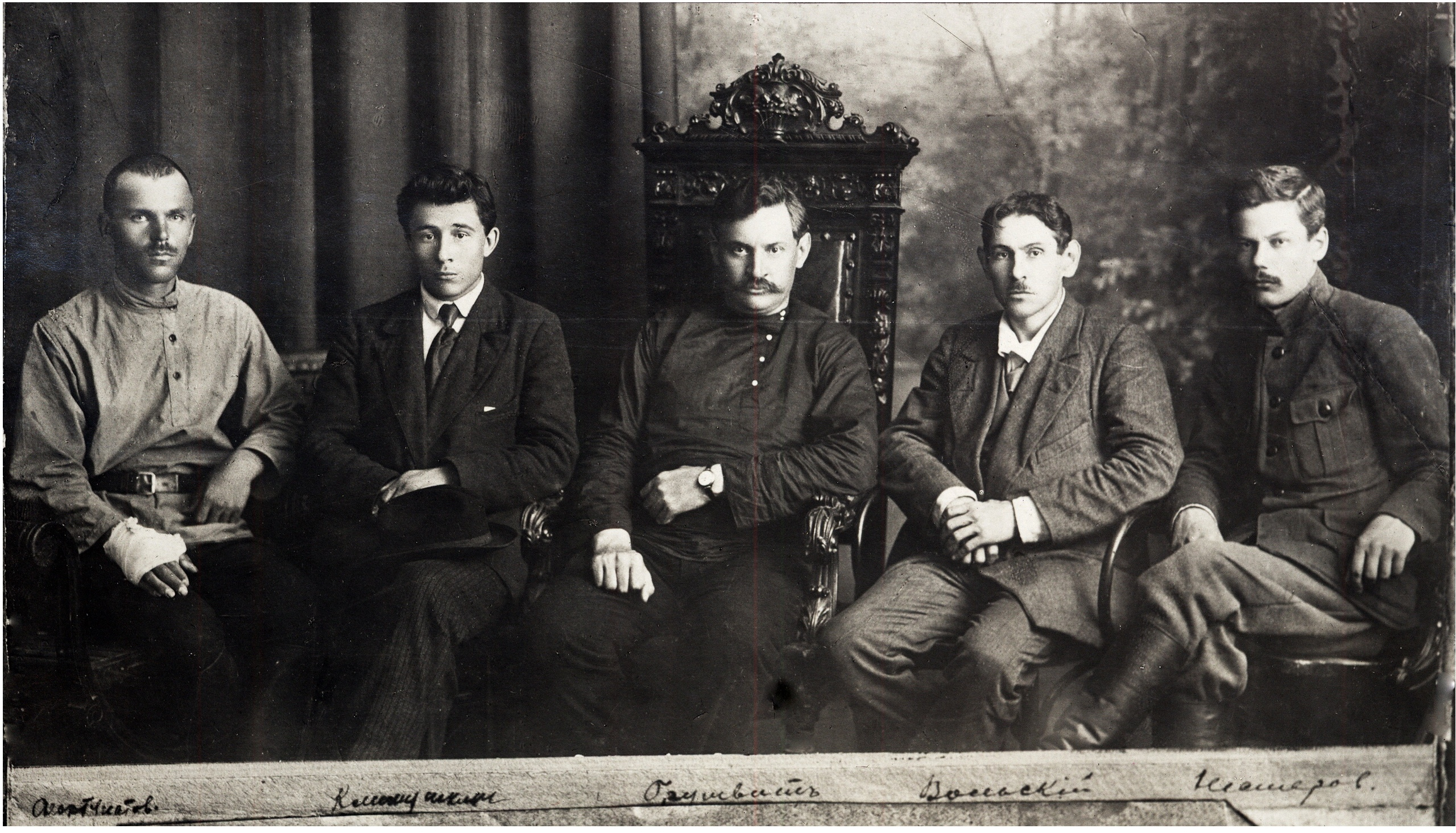
Комуч первого состава (слева направо): Б. К. Фортунатов, П. Д. Климушкин, И. М. Брушвит, В. К. Вольский (председатель) и И. П. Нестеров.

В 1918 был одним из руководителей «эсеровского» сопротивления большевистской власти в Поволжье. После разгона большевиками поддерживавшего ПСР самарского губернского крестьянского съезда перешёл на нелегальное положение, работал в подполье в тесном контакте с офицерской организацией. Участвовал в создании инициативной группы Комитета членов Учредительного собрания (КОМУЧа) и в действиях самарского антибольшевистского подполья по поддержке наступавших на город частей Чехословацкого корпуса. Полковник Василий Вырыпаев, участвовавший в деятельности офицерской организации, вспоминал о том, что при подходе чехословаков к Самаре в июне 1918 Фортунатов 

закладывал под полотно железной дороги близ моста через реку Самарку фугасы и простым аккумулятором, соединенным стосаженным проводом, из ближайшей ямы с демоническим спокойствием взорвал фугасы под поездом с красногвардейцами, шедшим из Самары против чехов. При этом после взрыва Фортунатов совершенно спокойно, чуть ли не по самому проводу, подходил к месту взрыва.

В июне 1918 Фортунатов вошёл в состав созданного в Самаре штаба Народной армии, но, по воспоминаниям генерала Павла Петровича Петрова, «почти не вмешивался в работу по устройству армии и большею частью участвовал в операциях как рядовой боец с винтовкой в руках. В Самарский период борьбы он был дважды ранен» (в другом месте своих мемуаров Петров пишет о нём как об «отличном солдате и командире»). В это время Фортунатов создал и возглавил Волжский конно-егерский дивизион, участвовал во взятии Казани, Ставрополя (ныне Тольятти), за боевые заслуги был произведён в прапорщики, а затем в корнеты (поэтому вошёл в историю гражданской войны как «корнет Фортунатов»). Во время отступления Народной армии от Самары дивизион Фортунатова прикрывал отход основных сил.
Участвовал в работе Государственного совещания в Уфе.

После переворота 18 ноября 1918, приведшего к власти адмирала Колчака, многие деятели ПСР были арестованы или подверглись другим репрессиям. Фортунатова решительно взял под защиту его командир, генерал Владимир Каппель. По воспоминаниям Петрова, 

когда произошел переворот в Омске и сотрудниками адмирала Колчака был отдан приказ об аресте членов Комуча, то в отношении Фортунатова он не был исполнен. По рассказам, Фортунатов явился к Каппелю и прямо спросил: когда меня арестуете? Каппель успокоил его, что не собирается.

До лета 1919 Фортунатов продолжал воевать под командованием генерала Каппеля во главе своего дивизиона, однако отступление в Западную Сибирь тяжело повлияло на личный состав, который был набран в Поволжье. Офицеры дивизиона выступали за то, чтобы прорываться на Волгу в большевистский тыл с тем, чтобы там продолжить борьбу, однако предложения Фортунатова и его коллег приняты не были. Ситуацию усугубили конфликты между демократически настроенными фортунатовцами и офицерами-монархистами из белой контрразведки.

### Гибель отряда Фортунатова
В августе 1919 дивизион Фортунатова (переименованный позднее в 1-й Волжский партизанский отряд) покинул основные силы белой армии (ослабив её таким решением) и вместо отступления на восток начал отходить на юг к реке Тобол, пытаясь создать условия для своего возвращения на Волгу и ведения там партизанской борьбы. Отряд насчитывал 5 эскадронов, 2 пулемётные команды (пешую и конную) и 1 артиллерийский взвод. В эскадронах было по 70-80 сабель, в артвзводе — 30 бойцов, в обеих пулемётных командах − 110. Кроме того, в обозе находились 33 больных и 400 обозных. В августе — октябре 1919 он вёл бои с большевиками в районе Тобола, но из-за того, что красные сконцентрировали против отряда крупные силы, прорыв оказался невозможен. Тогда отряд направился на соединение с частями Уральского казачьего войска, выдавая себя за красноармейцев. В это время тяжёлое положение отряда усугубилось эпидемией тифа. Существовал отряд за счёт реквизиций.
В ноябре 1919 после долгого перехода (всего более 3 тысяч км) отряд соединился с уральскими казаками атамана Толстова и в том же месяце продолжил отступление на Гурьев на Каспийском море с тем, чтобы оттуда добраться до белой армии генерала Антона Ивановича Деникина. В январе 1920 под давлением наступающей Красной армии отряд двинулся из Гурьева на Форт-Александровский, откуда планировалась его эвакуация на Северный Кавказ. Этот путь в зимних условиях длиной 700—1000 км стал гибельным для большинства подчинённых Фортунатова. Большинство членов отряда погибли от обморожения во время подъёма на плоскогорье Мангышлак и во время следования по нему.
К концу февраля 1920 двадцать человек, оставшихся в живых, достигли Форт-Александровского. Десять из них были тяжело больны. В марте того же года на кораблях белой Каспийской флотилии они, во главе с Фортунатовым, переправились на Северный Кавказ. Там часть соратников Фортунатова присоединились к белой армии, но их командир принял другое решение.

### В Красной армии
Оказавшись на юге России, Фортунатов перешёл на сторону большевиков и вступил в Первую конную армию Семёна Будённого, в которой, по некоторым данным, даже командовал полком. В этот период большевики сравнительно терпимо относились к социалистам, покинувшим ряды сторонников белых — это обстоятельство, видимо, способствовало тому, что Фортунатов не только не подвергся репрессиям, но и смог продолжить активную деятельность.
Осенью 1920 Фортунатов в составе армии Будённого прибыл в Херсонскую губернию и добился получения мандата, поручающего ему охранять заповедник Аскания-Нова, основанный в 1874 бароном Фридрихом Эдуардовичем Фальц-Фейном. С этого времени он отошёл от военно-политической деятельности и занялся проблемами зоологии, используя знания, полученные во время учёбы в университете.

## Зоолог
В конце 1920 заповедник «Аскания-Нова» был практически разорён в результате Гражданской войны. Значительная часть животных разбежались или были убиты солдатами белой армии.
В феврале 1921 Фортунатов добился издания декрета Совнаркома Украинской ССР об «Аскании-Нова» и приказа Реввоенсовета, запрещающего воинским частям останавливаться в заповеднике. Сам Фортунатов был назначен заведующим научной частью «Аскании-Нова» и в этом качестве внёс значительный вклад в спасение заповедника. В 1923—1924 он работал в Московском зоопарке, а в 1925—1928 являлся заведующим зоопарком в Аскании-Нова. Руководил работами по выведению зубров методом поглотительного скрещивания, которые привели к восстановлению этого вида. Занимался восстановлением и других видов животных — степного орла, стрепета, байбака. Был избран членом-корреспондентом Украинского комитета охраны памятников природы, возглавлял Крымский, приморские и Кавказский заповедники. Был автором десятков научных статей, участником природоохранных съездов и конференций.

Уже после своего ареста, на следствии, Фортунатов так характеризовал свою деятельность в этот период: 

Итогом этой работы прежде всего явился зоопарк Аскания-Нова, поднятый в 1928 г. на такую высоту, какой он никогда в прошлом, а также и в будущем не занимал. Второй моей работой этого периода была борьба за охрану природы Украины, которая закончилась декретированием сети Приморских заповедников. Третьей и главнейшей работой была разработка теории генетического синтеза.

В 1932 Фортунатов стал членом Комитета по заповедникам при Президиуме ВЦИК. В июне того же года он был назначен руководителем проектировки нового московского зоопарка, который планировалось разместить в Останкино.

## Писатель
В 1929 Фортунатов опубликовал в издательстве журнала «Всемирный следопыт» научно-фантастический роман «Остров гориллоидов», в котором была впервые разработана тема создания армии из «очеловеченных» обезьян, получившая впоследствии широкое распространение в литературе. Эта книга вышла под псевдонимом Б. Туров, видимо, связанным с планами Фортунатова по восстановлению в Аскания-Нова ещё одного вида животных — тура — которые он мечтал осуществить.
Некоторые источники приписывают автору ещё один, написанный позднее, фантастический роман «Дети Солнца».

## Арест, лагерь, смерть

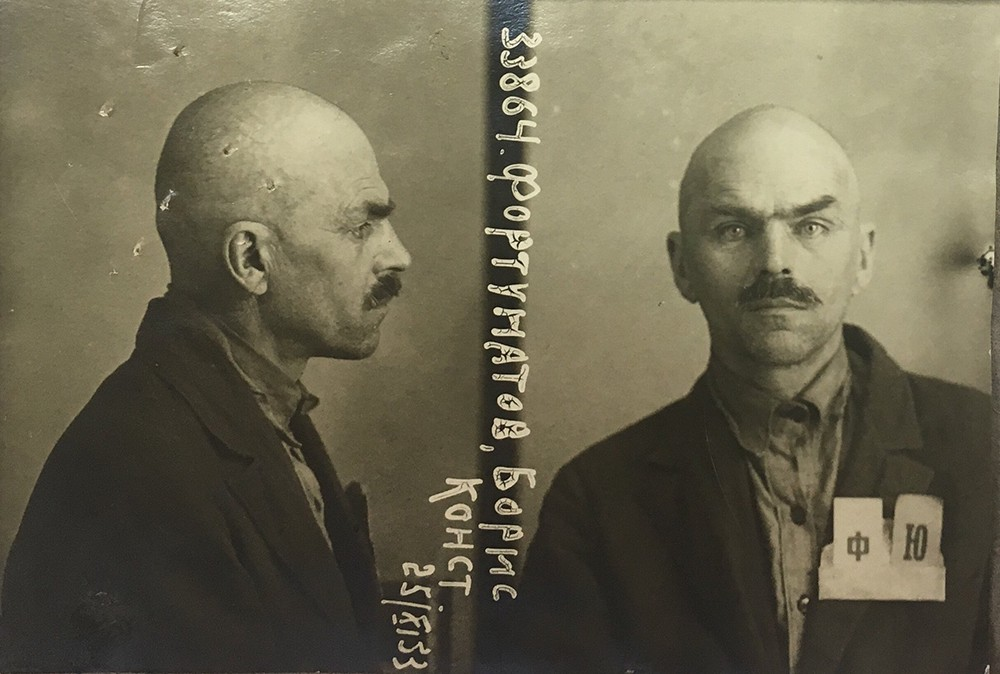
Тюремная фотография Б. К. Фортунатова, 25 ноября 1933

В 1933 году Фортунатов был арестован и обвинён в участии в деятельности контрреволюционной организации. В частности, ему инкриминировалось проведение «подрывной работы, направленной к углублению хозяйственных затруднений в стране, путём отрыва научной работы от обслуживания нужд сельского хозяйства», а также «составление и осуществление вредительских планов гибридизации животных». Другими обвинениями были подготовка восстания против Советской власти и пособничество «созданию условий для широкого распространения заболеваний среди ценных стад животных в заповеднике».
24 февраля 1934 года постановлением Судебной тройки при коллегии ГПУ УССР Фортунатов был осуждён к заключению в исправительно-трудовых лагерях на десять лет. В том же году он был отправлен отбывать наказание под Караганду, однако уже 29 мая 1936 года досрочно освобождён, но остался работать в лагере в качестве вольнонаёмного. По данным казахстанской газеты «Экспресс К», Фортунатов скончался в Долинской больнице Карлага. Реабилитирован в 1957 году.

## Изучение деятельности
На протяжении многих лет деятельность Фортунатова как белого командира и учёного-зоолога изучалась специалистами в данных сферах по отдельности. При этом если его вклад в восстановление зубра был описан весьма подробно, то в истории гражданской войны личность Фортунатова была малоизучена. Видимо, это связано с уходом из белой армии, которое его начальство расценило как грубейшее нарушение воинской дисциплины. Соответственно, в мемуарных работах о нём говорится немного — одно время даже считалось, что он погиб в 1920 вместе с почти всем своим отрядом.
Первая специальная работа, посвящённая всем аспектам биографии этого человека, была опубликована кандидатом исторических наук Ярославом Леонтьевым в журнале «Родина» (№ 7 за 2006). В журнале она имеет заглавие «Фартовый корнет Фортунатов», а в Интернете размещена под названием «Бело-красный партизан корнет Фортунатов».

## Комментарии
1. ↑  Речь идет об Азово-Сивашском и Черноморском заповедниках. Частично их территории были присоединены к "Аскания-Нова" ещё в 1923 году. К 1951 году Азово-Сивашский включал 4 участка (коса Обыточенская, остров Бирючий, острова Куюк-Тук и Чурюк) общей площадью 28 250 га, ныне это Азово-Сивашский национальный парк. Черноморский заповедник к 1951 году имел 22 025 га и был расположен на 9 участках.[1]